# NGC 6628
NGC 6628 (другие обозначения — UGC 11211, MCG 4-43-29, ZWG 142.41, IRAS18202+2327, PGC 61790) — линзообразная галактика (S0) в созвездии Геркулес.
Этот объект входит в число перечисленных в оригинальной редакции «Нового общего каталога».